# 小行星100519
小行星100519（100519 Bombig）是一颗绕太阳运转的小行星，为主小行星带小行星。该小行星于1997年1月19日发现。
該小行星以義大利教師安娜·龐比格（Anna Bombig）命名。

## 轨道参数
小行星100519的轨道半长轴为387 764 038 km，2.5920056 UA，离心率为0.236。